# Тихоокеанский рубеж (франшиза)
«Тихоокеанский рубеж» (англ. Pacific Rim) — франшиза, состоящая из двух фильмов от студии Legendary Pictures, придуманной и созданной Гильермо Дель Торо, а также мультсериала и компьютерной игры. Франшиза рассказывает о противостоянии человечества с гигантскими чудовищами кайдзю, прибывшими из параллельной вселенной, чтобы уничтожить их мир.

## Хронология событий
Инопланетяне из другого измерения прибыли на Землю ещё во времена динозавров. Однако климат и кислород был чистым и пришельцы покинули это мир, пока воздух не будет загрязнён. Это произошло, когда миллионы лет спустя появилось человечество и развилось до Цивилизации. Только тогда планета стала загрязняться и инопланетяне стали посылать на землю Кайдзю, чтобы они уничтожали всё на своём пути. Используя все военные силы люди смогли уничтожить первого гигантского монстра, но вскоре на Землю прибыл ещё один и с ним справиться было ещё сложнее. Началась настоящая война за жизнь на планете. Человечество понесло миллионы потерь, пока все государства на планете не решили объединиться и создали проект «Егерь». Для борьбы с кайдзю люди стали создавать гигантских роботов. Однако это тоже не помогло, так как пришельцы обновляли своих кайдзю, делая их больше, быстрее, сильнее и умнее. Спустя десяток лет человечество выяснило откуда прибывают кайдзю и решили уничтожить портал, который открылся под водой в Тихом океане и навсегда закрыть его. После этого казалось, что настал хеппи-энд, но не тут то было! Спустя ещё десяток лет один из учёных заражается знаниями инопланетян и переходит на их сторону, предав человечество и помогая кайдзю вернуться в мир людей, чтобы завершить то, чего они добивались. Однако кайдзю вновь терпят поражение, а предателя запирают в особо охраняему лабораторию и говорят, что они сами решат отправиться в измерения кайдзю, чтобы нанести ответный удар.

## Фильмы

### Тихоокеанский рубеж
Сценарий фильма был написан американским сценаристом Трэвисом Бичемом, пока 30 мая 2010 года его не купила Legendary Pictures. Через некоторое время Гильермо дель Торо встретился с представителями Legendary Pictures для обсуждения возможности присоединиться к работе над фильмом, так как он был заинтригован тритментом Бичема. Дель Торо намеревался лишь продюсировать, а не снимать фильм. В июне 2011 года дель Торо должен был начать производство экранизации романа Говарда Лавкрафта «Хребты Безумия» с Томом Крузом в главной роли и Джеймсом Кэмероном в качестве продюсера. Но Universal Pictures закрыла проект, так как не хотела вкладывать 150 миллионов долларов в фильм с рейтингом R. После этого дель Торо переключил своё внимание на «Тихоокеанский рубеж», согласившись снимать фильм. Чарли Ханнэм и Ринко Кикути получили главные роли. Роль Стэкера Пентекоста, на которую рассматривался Том Круз, получил Идрис Эльба. 17 ноября 2011 года к актёрскому составу присоединился Рон Перлман, неоднократно работавший с дель Торо.

### Тихоокеанский рубеж 2
В 2012 году, до выхода первого фильма, Гильермо дель Торо заявил, что у него в планах находится идея для сиквела. В 2014 году он рассказал, что в течение нескольких месяцев тайно работал над сценарием совместно с Заком Пенном. В июне Гильермо дель Торо подтвердил, что срежиссирует продолжение, которое выйдет 7 апреля 2017 года. К сентябрю 2015 года статус фильма был неясным, так как компания Universal Pictures отложила дату выхода фильма на неопределённый срок, а ему на замену пришёл фильм «Идеальный голос 3». Тем не менее, дель Торо продолжал работать над сценарием к фильму и в октябре заявил, что он предоставил студии сценарий и предположительный бюджет.
В феврале 2016 года было объявлено, что новым режиссёром станет Стивен С. Денайт, в то время как дель Торо останется в проекте лишь в качестве продюсера. 12 мая 2016 года Дерек Коннолли был нанят, чтобы переписать сценарий. В июне было объявлено, что к актёрскому составу присоединился Джон Бойега, а Скотт Иствуд ведёт переговоры на счёт съёмок в фильме. Имена других актёров были объявлены в сентябре и ноябре. Чарли Ханнэм не вернётся в сиквел из-за конфликта с графиком съёмок. В феврале 2017 года было объявлено, что в фильме появятся новые Егеря.

### Тихоокеанский рубеж 3
Студия Legendary Pictures имеет планы на триквел. Стивен С. Денайт заявил: «Если мы дойдём до этого, то мы уже подумаем о сюжете третьего фильма и о том, как будет расширяться конец третьего фильма. Вселенная будет иметь стиль таких франшиз, как Звёздные войны и Звёздный путь, в которых вы можете пойти во многих, разных направлениях… Вы можете пойти по канону, а можете и перейти к побочным эффектам или можете пойти в одиночку. Да, это наш план»". Денайт также рассказал о возможном кроссовере с киновселенной MonsterVerse. По состоянию на январь 2021 года, Дель Торо «не планирует возвращаться» к третьей части франшизы.

## Сериал
Японско-Американский анимационный сериал, вышедший 4 марта 2021 года и расширяющий первые 2 части франшизы.

## Компьютерные игры
В 2013 году, компания Yuke’s разработала и издала одноименную игру для Xbox 360 и PlayStation 3, основанную на франшизе.

## Пародии
В том же году вышла пародия с аналогичным названием Атлантический рубеж, сюжет был переосмыслен и рассказан по другому.

## Релиз

### Бюджет и сборы
| Фильмы                | Дата выхода   | Сборы        | Сборы         | Сборы        | Бюджет   | Ссылки        |
| Фильмы                | Дата выхода   | США          | Другие страны | Весь мир     | Бюджет   | Ссылки        |
| --------------------- | ------------- | ------------ | ------------- | ------------ | -------- | ------------- |
| Тихоокеанский рубеж   | 12 июля 2013  | $101 802 906 | $309 200 000  | $411 002 906 | $190 млн | [ 26 ] [ 27 ] |
| Тихоокеанский рубеж 2 | 23 марта 2018 | $59 874 525  | $231 055 623  | $290 930 148 | $150 млн | [ 28 ]        |
| Всего                 | Всего         | $161 677 431 | $540 255 623  | $701 933 054 | $340 млн |               |

### Критика
| Фильмы                | Rotten Tomatoes     | Metacritic         | CinemaScore |
| --------------------- | ------------------- | ------------------ | ----------- |
| Тихоокеанский рубеж   | 72 % (286 рецензий) | 65 % (48 рецензий) | A−          |
| Тихоокеанский рубеж 2 | 44 % (248 рецензий) | 44 % (45 рецензий) | B           |